# Dispositif de sécurité IoT
 (juillet 2025).
Les dispositifs de sécurité de l’Internet des objets (IoT) sont des outils électroniques connectés via Internet à un réseau commun et sont utilisés pour fournir des mesures de sécurité. Ces appareils peuvent être contrôlés à distance via une application mobile, une interface Web ou tout logiciel propriétaire installé, et ils disposent souvent de fonctionnalités telles que la surveillance vidéo à distance, la détection d'intrusion, les alertes automatiques et les fonctionnalités d'automatisation intelligente. Les dispositifs de sécurité IoT font partie intégrante de l’ écosystème intelligent, caractérisé par l’interconnectivité de divers appareils et dispositifs via Internet.

## Histoire
Le concept de dispositifs de sécurité connectés a commencé à gagner du terrain au début des années 2010 avec l’avènement des technologies intelligentes. Les premiers appareils étaient principalement axés sur la surveillance à distance qui permettrait de surveiller les propriétés à distance à l’aide de webcams et d’appareils similaires. À mesure que la technologie a progressé, ces systèmes ont commencé à intégrer de plus larges fonctionnalités, telles que la détection d’intrusion et les alertes automatiques.
L’essor de l’automatisation et la prolifération des appareils IoT au milieu des années 2010 ont encore accéléré la croissance des appareils de sécurité IoT. À partir de 2021, le marché des dispositifs de sécurité IoT devrait poursuivre son expansion rapide en raison de la sensibilisation croissante des consommateurs à la sécurité et du développement continu de la technologie IoT.

## Types de dispositifs de sécurité IoT
Il existe de nombreux type d'appareils de sécurité dans l'IoT :
1. Caméras de surveillance : il s’agit de l’un des types d’appareils de sécurité IoT les plus courants. Ils fournissent une surveillance vidéo en temps réel de l'environnement, permettant de visualiser les images à distance depuis l'interface.
2. Serrures intelligentes : Les serrures intelligentes peuvent être contrôlées à distance et peuvent donner accès aux personnes autorisées. Certains disposent également de fonctionnalités telles que la reconnaissance biométrique et le verrouillage et le déverrouillage automatiques en fonction de la proximité.
3. Alarmes intelligentes : Ces appareils peuvent détecter des menaces potentielles telles que les cambriolages, les incendies et le monoxyde de carbone et envoyer des alertes automatiques aux propriétaires, aux unités de sécurité et, dans certains cas, aux autorités locales.
4. Capteurs de porte/fenêtre : ces capteurs déclenchent une alerte lorsque des portes ou des fenêtres sont ouvertes ou altérées.
5. Détecteurs intelligents : Ces appareils détectent les dangers environnementaux tels que la fumée, les fuites de gaz et les fuites d'eau, en alertant en temps réel[3].

## Critiques et préoccupations
Malgré leurs avantages, les dispositifs de sécurité IoT soulèvent plusieurs inquiétudes. La plus grande d’entre elles étant le risque potentiel de violation de la vie privée. Étant donné que ces appareils sont connectés à Internet, ils sont potentiellement vulnérables au piratage, ce qui pourrait entraîner un accès non autorisé à des données sensibles et privées.
La dépendance à la connectivité Internet suscite également des inquiétudes. Si une connexion Internet tombe en panne, certains appareils peuvent devenir non fonctionnels, laissant potentiellement l'environnement sans protection. De même, si le logiciel d’un appareil n’est pas régulièrement mis à jour, il pourrait devenir vulnérable aux failles de sécurité.
Pour palier ces inquiétudes, les fabricants mettent en place de plus en plus de sécurités et de normes pour sécuriser leur appareils.
Des tests (évaluation de vulnérabilité, tests de pénétration...) sont réalisés par des pentesters experts et externes afin de sécuriser l'appareil IoT.
- Domotique
- Industrie 4.0
- Internet des objets
- Autodéfense
- Sécurité physique
- Web des objets